# Nenasilni otpor
Nenasilni otpor (ili nenasilna akcija) je taktika  za postizanja društveno-političkih ciljeva kroz simboličke proteste, ekonomsku ili političku nesaradnju, građanska neposlušnost i druge metode koje ne sadrže nasilje. Smatra se jednim od glavnih načela nenasilja. 
Pasivni otpor ima slično značenje, koje implicira otpor kroz inerciju ili ne-energičnu saradnju, što je suprotno otporu kroz aktivni antagonizam.
Kao i druge strategije društvene promjene, nenasilna akcija se može pojaviti u različitim vidovima. Može, na primjer, uključivati različite oblike informatičkog rata, protestne umjetnosti, lobiranja, neplaćanje poreza, bojkote, sankcije, pravne/diplomatske manevere, načelno odbijanje nagrada/počasti, dežuranje pred uredima, bdijenja, dijeljenje letaka, opšte štrajkove, pa čak i sabotažu. Neki politikolozi napominju da je veliki broj raznih pokreta preuzeo nenasilni otpor kao svoju glavnu metodu postizanja političkih ciljeva, te da se nenasilje kao metoda može razlikovati od načelnog moralna stava o nenasilju.

## Literatura
- Mohandas Gandhi, Non-Violent Resistance (Satyagraha)
- Gene Sharp, The Politics of Nonviolent Action (Parts 1 - 3) (see The Politics of Nonviolent Action)
- Gene Sharp, Making Europe unconquerable: the potential of civilian-based deterrence and defence (see Making Europe Unconquerable)
- How to Start a Revolution, directed by Ruaridh Arrow
- Walter Wink, Jesus and Nonviolence - A Third Way
- Kurt Schock, Unarmed Insurrections: People Power Movements in Nondemocracies
- The Philosophy of Nonviolence by David McReynolds
- A Force More Powerful, directed by Steve York